# Bless Its Pointed Little Head
Bless its Pointed Little Head es el cuarto álbum de la banda de rock norteamericana Jefferson Airplane, el primero grabado en vivo. Cuatro de las grabaciones del álbum no aparecen en ningún otro disco. Fue grabado en The Fillmore en San Francisco (California) en dos sesiones, en octubre de 1968 en Fillmore West y en noviembre del mismo año en Fillmore East.

## Lista de canciones
| N.º | Título                                                                                         | Duración |  |
| 1.  | «Clergy» (Jefferson Airplane)                                                                  | 1:37     |  |
| 2.  | «3/5 of a Mile in 10 Seconds» (Marty Balin)                                                    | 4:39     |  |
| 3.  | «Somebody to Love» (Grace Slick)                                                               | 4:15     |  |
| 4.  | «Fat Angel» (Donovan)                                                                          | 7:36     |  |
| 5.  | «Rock Me Baby» (Tradicional)                                                                   | 7:45     |  |
| 6.  | «The Other Side of This Life» (Fred Neil)                                                      | 6:48     |  |
| 7.  | «It's No Secret» (Marty Balin)                                                                 | 3:31     |  |
| 8.  | «Plastic Fantastic Lover» (Marty Balin)                                                        | 3:53     |  |
| 9.  | «Turn Out the Lights» (Paul Kantner, Jack Casady, Jorma Kaukonen, Grace Slick, Spencer Dryden) | 1:24     |  |
| 10. | «Bear Melt» (Paul Kantner, Jack Casady, Jorma Kaukonen, Grace Slick, Spencer Dryden)           | 11:22    |  |

## Personal

### Miembros de la banda
- Marty Balin – voz y guitarra
- Grace Slick – voz, piano y órgano
- Paul Kantner – guitarra y coros
- Jorma Kaukonen – guitarra y coros
- Spencer Dryden – batería, piano, órgano, steel balls, coros
- Jack Casady – bajo

### Personal adicional
- Charles Cockey – guitarra, coros
- David Crosby – guitarra
- Tim Davis – congas
- Bill Goodwin – batería
- Dan Woody – bongos
- Gene Twombly – efectos de sonido